# Willy DeVille

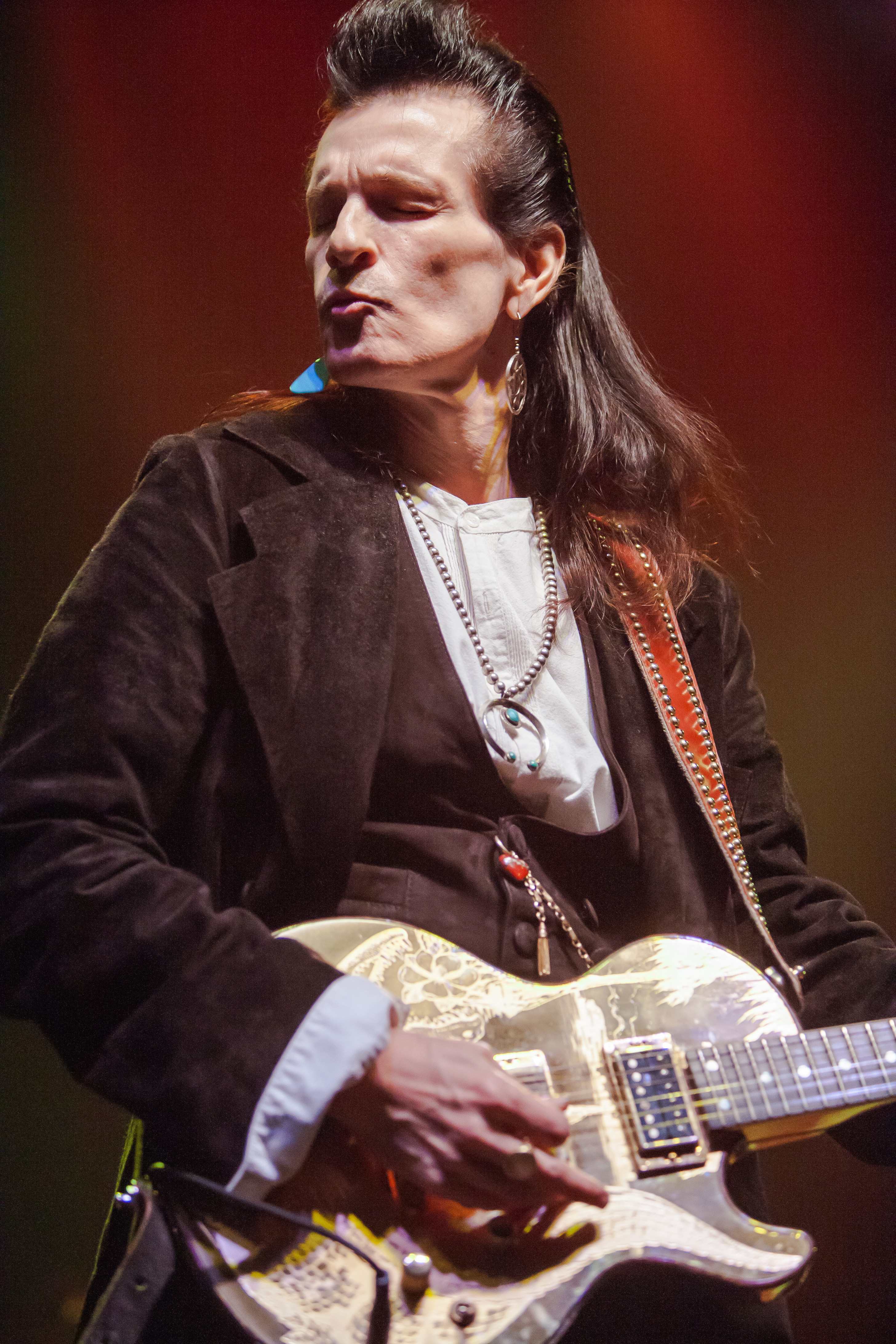
Willy DeVille (2008)

Willy DeVille (* 25. August 1950 in Stamford, Connecticut; † 6. August 2009 in New York, eigentlich William Paul Borsey junior) war ein US-amerikanischer Singer-Songwriter. Mit seiner Band Mink DeVille und als Solokünstler durchlebte er mit seinem vom Rhythm and Blues, Soul, von der Cajun-Musik  und von verschiedenen lateinamerikanischen Spielarten beeinflussten Stil über viele Jahre hinweg eine wechselhafte Karriere.

## Leben
Willy DeVille kam als William Borsey in Stamford zur Welt und wuchs dort auf. Mit vierzehn Jahren zog er ins West Village in New York. Die musikalischen Helden seiner Jugend waren u. a. Bob Dylan und Jimi Hendrix, die in den Clubs der MacDougal Street, wo er lebte, auftraten. 1971 kehrte er nach einem mehrjährigen Aufenthalt in London nach New York zurück; reiste weiter an die Westküste und formierte in San Francisco die Band Lazy Eights.
1974 gründete er die Band Billy De Sade & the Marquis, die er 1975 in Mink DeVille umbenannte. Gleichzeitig wurde aus William Borsey „Willy DeVille“. 1977 erschien deren Debütalbum in Europa unter dem Namen Cabretta und in den USA unter dem Namen Mink DeVille. Das Album wurde vom Rolling Stone zum „Best Album of the Year“ gekürt. Der Musikexpress kommentierte: „Willy ist der Prototyp eines Rock’n’Roll-Menschen. Seine Stimme ist rau, trocken, aufregend und dreckig, und in ihr schwingt die sinnliche Anmache, die uns Hörer zittern lässt.“
Sein Erscheinungsbild mit überlangem Jackett, einem Goldzähne-Lächeln mit im Schneidezahn eingefassten Diamanten, zeitweise Menjou-Bärtchen und schulterlangen Haaren war ausgefallen. Der Verlauf seiner Karriere war wechselhaft: Mal wurde er zum besten Sänger des Jahres geehrt, dann gab es wieder Streitigkeiten mit der Plattenfirma. Seine Single Storybook Love wurde als Soundtrack des Kinofilms Die Braut des Prinzen für den Oscar nominiert, dann wieder stand DeVille ohne Plattenvertrag da. Anhaltender Erfolg war DeVille nur in Europa vergönnt.
Zu seinem 25-jährigen Bühnenjubiläum kehrte Willy DeVille zu seinen Wurzeln zurück und ging 2002 mit dem Pianisten Seth Farber und dem Bassisten David Keyes auf die Suche nach seinen Ursprüngen. Das Blues-Album The Willy DeVille Acoustic Trio in Berlin wurde am 21. März 2002 in Berlin bei einem Konzert aufgezeichnet. Sein Album Crow Jane Alley aus dem Jahr 2004 war die erste Studioveröffentlichung seit Horse of a Different Color im Jahre 1999. Die Crow-Jane-Alley-Tour durch Europa fand vom 15. März bis 18. April 2005 statt. In Amerika gab Willy DeVille ein Konzert: am 29. April 2005 im B.B. King Blues Club in New York. Mit Live in the Lowlands erschien zur entsprechenden Promotiontournee eine DVD, die im Herbst 2005 im Amsterdamer Paradiso aufgezeichnet wurde.
Vom 18. Oktober bis 18. November 2006 ging er mit dem Willy DeVille Acoustic Trio erneut auf Europatournee. Am Piano gab es dabei eine Umbesetzung: Für kurze Zeit gehörte Jeff Levine, der u. a. für Joe Cocker gespielt hat, zur Band. 2007 erschien auf dem Soundtrack des Films Death Proof von Quentin Tarantino sein Song It’s so Easy, der bereits 1980 auf dem Soundtrack des Films Cruising mit Al Pacino enthalten war. 2008 wurde mit Pistola ein weiteres Studioalbum veröffentlicht. DeVille setzte dabei seine erfolgreiche Zusammenarbeit mit dem Produzenten John Philip Shenale (The Bangles, Tori Amos, Robert Cray) fort.
Eine für 2009 geplante Tournee wurde aus gesundheitlichen Gründen abgesagt; es war bei ihm zunächst Hepatitis C, später Bauchspeicheldrüsenkrebs diagnostiziert worden. Am 6. August 2009 erlag er seinem Leiden in einem Krankenhaus in New York. Es war Wunsch des Künstlers, auf Hepatitis C und die möglichen Behandlungserfolge bei frühzeitiger Erkennung aufmerksam zu machen.

### Musikalische Einflüsse
Bevor DeVille sich für R ’n’ B oder Rock ’n’ Roll zu interessieren begann, tanzte er nach eigenen Angaben Cumbia und Bolero. Spanische Elemente tauchen auch in seiner Musik mehrfach auf (Spanish Stroll, Spanish Harlem, Carmelita). Balladen, gepaart mit Blueselementen, Cajun-Klängen und Rock ’n’ Roll waren seine musikalische Heimat, die er mit Mundharmonika, Kuhglocken, Fiddle und Percussions untermalte. Aber DeVille spielte auch Latino-Songs, Tex-Mex und Southern Rock.
Beeinflusst wurde er von den Großen der 1950er und 1960er Jahre: „Wenn ich von großer Musik rede, dann meine ich Leute wie Buddy Holly, Édith Piaf oder Muddy Waters. Leute, wie es sie heute kaum mehr gibt … Es gab Zeiten, da hörte man Brenda Lee, Elvis Presley, James Brown und Conway Twitty …“ Auf die Frage, wer ihn in seiner Jugend beeindruckte, antwortete er in einem Interview: „John Hammond, John Lee Hooker … nicht die Beatles.“

## Diskografie

### Singles (Vinyl 45)
- 1977:  Spanish Stroll / Mixed Up Shook Up Girl (edit 3:15), Capitol 85 220
- 1977:  Spanish Stroll / Gunslinger, Capitol CLX 103 (UK)
- 1977:  Little Girl / She’s so Tough, Capitol 85 276
- 1977:  Little Girl / Cadillac Walk, Capitol 85 351 (NL)
- 1977:  Cadillac Walk / Can’t Do Without It, Capitol 15 952 (UK)
- 1978:  Cadillac Walk / Gunslinger, Capitol 85 411
- 1978:  Just Your Friends / One Way Street, Capitol 85 517
- 1978:  Just Your Friends / Easy Slider, Capitol 85 748 (Esp)
- 1978:  Guardian Angel / Easy Slider, Capitol
- 1978:  Soul Twist / Rolene (pink vinyl), Capitol 16 005 (UK)
- 1980:  This Must Be the Night / Mixed Up Shook Up Girl + Lipstick Traces, Capitol 16 134 (UK)
- 1980:  Lipstick Traces / Just to Walk That Little Girl Home, Capitol
- 1980:  Just to Walk That Little Girl Home (white double sided promo stereo/mono!), Capitol F 4938 (US)
- 1980:  Mazurka / Just to Walk That Little Girl Home, Capitol (US)
- 1980:  Heat of the Moment / Pullin’ My String, Lorimar/CBS 8527 (Sdtr. Cruising)
- 1981:  You Better Move On / She Was Mine (!)
- 1981:  Love and Emotion / So in Love Are We, Atlantic 11 691
- 1982:  Maybe Tomorrow / So in Love Are We, Atlantic
- 1983:  Demasiado Corazon (Too Much Heart) / Are You Lonely Tonight + Stand By Me, Atlantic 78 9679
- 1983:  Each Word’s a Beat of My Heart / River of Tears, Atlantic 78 9750
- 1985:  Italian Shoes / Pride and Joy, Polydor 881 938-7
- 1985:  In the Heart of the City / Pride & Joy, Polydor POSP745 (UK)
- 1985:  I Must Be Dreaming / In the Heart of the City, Polydor 883 344-7
- 1987:  Miracle / I Call Your Name, Polydor 887 063-7
- 1987:  Assassin of Love / Spanish Jack, Polydor 887 312-7
- 1987:  Storybook Love (Mark Knopfler & Willy DeVille – Soundtrack The Princess Bride), Vertigo 888 989-7
- 1990:  Hello My Lover / Ruler of My Heart, Sky Ranch 657 004 (F)
- 1990:  Beating Like a Tom Tom / Big Blue Diamonds, Sky Ranch 657 304 (F)

### Erste Aufnahmen (Mink DeVille)
- 1976 Live at CBGB’s (Omfug/Atlantic) mit drei Songs (auch als B-Seite der Maxi-Single Love and Emotion): Cadillac Moon, Let Me Dream if I Want to, Change It Comes

### Alben (incl. Maxis & Singles)
Mit Mink DeVille
- 1977: Cabretta (USA: Mink DeVille) (Capitol)
- 1978: Return to Magenta (Capitol)
- 1980: Le Chat Bleu (Capitol)
- 1981: Coup de Grâce (Atlantic)
- 1983: Where Angels Fear to Tread (Atlantic)
- 1983: Each Word’s a Beat of My Heart (Single) (Atlantic)
- 1985: Sportin’ Live (Atlantic/Polydor)
- 2014: Live at Rockpalast 1978 & 1981 (Repertoire Records)

Als Willy DeVille (Solo)
- 1987: Assassin of Love (Single; mit Mark Knopfler) (Atlantic/ Polydor)
- 1987: Miracle (Atlantic/Polydor)
- 1990: Victory Mixture (Orleans Rec./Sky Ranch)
- 1992: Backstreets of Desire (Fnac/East West/Tabata)
- 1993: Live (Fnac/East West/Tabata)
- 1995: Loup Garou (East West/Discovery)
- 1995: Still (Maxi) (East West)
- 1998: Big Easy Fantasy (Warner)
- 1999: Horse of a Different Color (East West)
- 2002: Live in Berlin (eagle records)
- 2004: Come a Little Bit Closer (Maxi) (eagle records)
- 2004: Crow Jane Alley (eagle records)
- 2008: Pistola (eagle records)
- 2011: Willy DeVille – Unplugged in Berlin, Trio Concert 2002 (Meyer Records)
- 2012: Willy DeVille – Live at the Metropol • Berlin, Band Concert 2002 (Meyer Records)
- 2012: Willy DeVille – In New Orleans (Big Beat)

### Zusammenstellungen
Mit Mink DeVille
- 1981: Savoir Faire (Capitol)
- 1996: Mink/Willy DeVille Greatest Hits (EMI)
- 1996: Spanish Stroll (Disky)
- 1996: Cabretta/Return to Magenta (Raven – zwei original Mink-DeVille-Alben)
- 1997: The Best of Mink DeVille (EMI 100)
- 1997: Premium Gold Collection Mink DeVille (EMI)
- 1998: Coup de Grace/Where Angels Fear to Tread
- 2002: Spanish Stroll 1977–1980 (Raven)

Als Willy DeVille (Solo)
- 1994: Miracle (Raven)
- 1995: Les Inoubliables Willy DeVille
- 1996: Love & Emotion (East West)
- 1996: Best Of (Willy DeVille – Arcade)
- 1997: His Greatest Hits (Willy DeVille – Arcade)
- 2007: Quentin Tarantino’s Death Proof (Maverick / Warner)
- 2015: Willy DeVille & Mink DeVille – Collected 1976–2009 (3 CDs) (Universal Music)

### DVDs
- 2002: The Berlin Concerts
- 2005: Live in the Lowlands, Paradiso/Amsterdam (0000500ERD eagle vision 5034504950078)
- 2008: MinkDeVille – Live at Montreux 1982 (0000684ERD eagle vision 5034504968479)
- 2009: Willy DeVille – Live at Montreux 1994
- 2012: Willy DeVille – Still Alive (3-Disc DVD-Box-Set, Meyer Records no. 184)

## Filme

### Spielfilme
- 1986: In Va Banque als Poolbillardspieler in einer Berliner Kneipe; Regie: Diethard Küster, u. a. mit Achim Reichel, Rolf Zacher und Rio Reiser.[7]
- 1988: In Homeboy als Moes Bodyguard.

### Dokumentarfilme
Willy DeVille ist neben Marianne Faithfull und Leonard Cohen einer der Künstler, die in Diethard Küsters Dokumentarfilm Beautiful Losers (1997) porträtiert werden.